# 1984 최동원
1984 최동원(1984 CHOI Dong-won)은 한국에서 제작된 조은성 감독의 2020년 다큐멘터리 영화이다. 최동원 본인이 주연으로 출연하였다.

## 출연
- 최동원
- 조진웅 : 내레이션